# هلیادها
هلیادها (انگلیسی: Heliades؛ یونانی باستان: Ἡλιάδες به‌معنی «دختران خورشید»)، یا فاتونتیدها (انگلیسی: Phaethontides؛ به‌معنی «دختران فایتون») در اساطیر یونانی دختران هلیوس و کلیمنه، نیمف اوکئانیدی بودند. طبق یک نسخه ثبت‌شده از یولیوس هیگینوس، هفت هلیاد وجود داشت: مروپه، هلی، ایگل، لمپتیا، فیبی، اتریو دیوکسیپه.

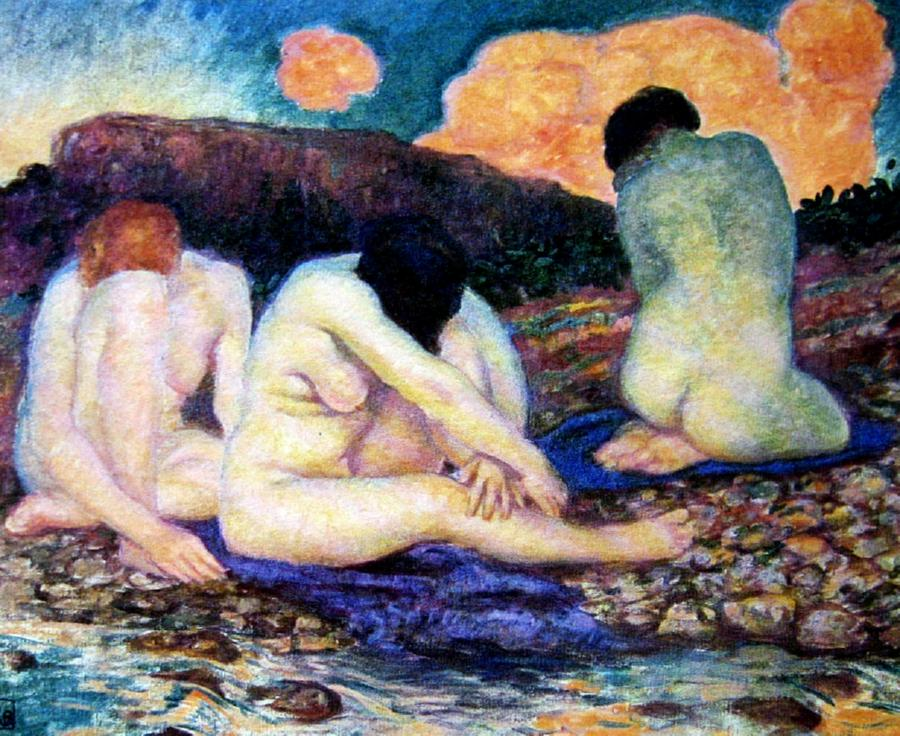
هلیادها اثر روپرت بانی، دهه ۱۹۲۰

برادر آنها، فایتون، پس از تلاش برای راندن ارابه پدرش (خورشید) در آسمان مرد. او نتوانست اسب‌ها را کنترل کند و به زمین افتاد و جان خود را از دست داد (طبق اکثر روایت‌ها، زئوس با صاعقه به ارابه خود ضربه زد تا زمین را از آتش گرفتن نجات دهد). هلیادها چهار ماه غمگین شدند و خدایان آن‌ها را به درختان صنوبر و اشک‌هایشان را به کهربا تبدیل کردند. بر اساس برخی منابع، اشک آن‌ها (کهربا) به رودخانه اریدانوس که فایتون در آن سقوط کرده بود، ریخت. به گفته هیگینوس، هلیادها به درختان صنوبر تبدیل شدند زیرا بدون اجازه پدرشان هلیوس ارابه را برای برادرشان یوغ کردند.